# Börje Leander
Oscar Börje Leander, född 7 mars 1918 i Avesta, Dalarna, död 30 oktober 2003 i Mora, Dalarna, var en svensk idrottare inom bandy och fotboll. Hans moderklubb är Vasalunds IF
Leander var en av AIK:s meste spelare. Han spelade back i AIK 1938-1953, sammanlagt 249 allsvenska matcher, samt 23 A-lagslandskamper. Han blev olympisk mästare 1948 och vann med AIK Svenska cupen 1949 och 1950.
I bandy spelade han sin sista match den 24 januari 1965, då hans AIK förlorade med 0-9 mot Falu BS på bortaplan i Division I. Han var då lagledare, och hoppade in sporadiskt då en spelare i AIK försovit sig och missat tåget. Därmed blev han, 46 år gammal, den hittills äldste spelaren i Sveriges högstadivision i bandy, ett rekord som stod sig till 2008.
En syster till Leander var gift med Lennart Johansson.